# Mongoloraphidia martynovae
Mongoloraphidia martynovae là một loài côn trùng trong họ Raphidiidae thuộc bộ Raphidioptera. Loài này được Steinmann miêu tả năm 1964.